# La bella y la bestia (película de 2014)
La bella y la bestia (en francés: La Belle et la Bête) es una película franco-alemana de 2014 basada en el cuento de hadas tradicional escrito por Gabrielle-Suzanne Barbot de Villeneuve y Jeanne-Marie Leprince de Beaumont. Con un guion por Christophe Gans y Sandra Vo-Anh y dirigida por Gans, la película es protagonizada por Léa Seydoux como Bella y Vincent Cassel como la Bestia.
La película fue proyectada en el Festival Internacional de Cine de Berlín y fue estrenada en Francia el 12 de febrero de 2014 con críticas positivas, convirtiéndose en un éxito en la taquilla. Fue nominada al Premio del Público a la Mejor Película Europea en la 27ª edición de los Premios del Cine Europeo. También recibió tres nominaciones en la 40.ª edición de los Premios César, ganando el premio a la Mejor Dirección Artística para Thierry Flamand.

## Sinopsis
Año 1820. Tras el naufragio de sus navíos, un mercader viudo y arruinado debe exiliarse al campo con sus seis hijos. Entre ellos se encuentra Bella, la más joven de sus hijas, alegre, guapa y llena de encanto. Tras un viaje agotador, el mercader descubre el dominio mágico de La Bestia, que le condena a muerte por haberle robado una rosa roja. Sintiéndose responsable de la terrible suerte que amenaza a su familia, Bella decide sacrificarse en lugar de su padre. En el castillo de La Bestia no sólo le espera la muerte, sino una extraña vida donde se mezclan los momentos de magia, alegría y tristeza. Cada tarde, a la hora de cenar, ambos se reúnen y aprenden a tratarse como dos extraños completamente opuestos. Mientras intenta refrenar sus impulsos amorosos, Bella se introduce en los misterios de La Bestia y de su morada. Cuando cae la noche, los sueños se presentan a Bella como fragmentos del pasado de La Bestia. Una historia trágica que le enseña que este ser solitario y feroz fue un día un príncipe majestuoso. Armada de valor, luchando contra todos los peligros y abriendo su corazón, Bella conseguirá liberar a La Bestia de su maldición y descubrir así el amor verdadero.

## Elenco
- Vincent Cassel como La Bête (La bestia) / Le Prince (El príncipe).
- Léa Seydoux como Bella.
- André Dussollier como el padre de Bella.
- Eduardo Noriega como Perducas.
- Myriam Charleins como Astrid.
- Sara Giraudeau como Clotilde.
- Audrey Lamy como Anne.
- Jonathan Demurge como Jean-Baptiste.
- Nicolas Gob como Maxime.
- Louka Meliava como Tristan.
- Yvonne Catterfeld como la princesa.
- Dejan Bucin como Louis.

## Producción
El rodaje comenzó en Alemania, en los estudios Babelsberg en Potsdam-Babelsberg, desde noviembre de 2012 hasta febrero de 2013, con un presupuesto de €35 millones.

## Taquilla
Durante su primera semana en cartelera, la película "La Belle et la Bête" registró 658,553 entradas en Francia, ubicándose en la segunda posición del box office francés, detrás de la comedia "Les Trois Frères: Le Retour" (con 1,112,863 entradas).
La película recaudó un total de 49.1 millones de dólares estadounidenses a nivel internacional.
En Japón, la película encabezó la taquilla en su lanzamiento, convirtiéndose en la primera película extranjera no hablada en inglés en liderar la taquilla japonesa desde Acantilado Rojo (parte 2) en 2009, y la primera película francesa en liderar la taquilla japonesa desde Los ríos de color púrpura de Mathieu Kassovitz en 2001.
| País o región | Taquilla           | Fecha de cierre de la taquilla | Número de semanas |
| ------------- | ------------------ | ------------------------------ | ----------------- |
| 🇫🇷 Francia    | 1,824,476 entradas | 8 de abril de 2014             | 8                 |
| 🇮🇹 Italia     | 722,601 entradas   | 18 de marzo de 2014            | 3                 |
| 🇷🇺 Rusia      | 284,000 entradas   | 9 de abril de 2014             | 1                 |
| 🇪🇸 España     | 157,000 entradas   | 9 de abril de 2014             | 3                 |
| 🇧🇪 Bélgica    | 72,000 entradas    | 1 de abril de 2014             | 5                 |
| 🇨🇭 Suiza      | 25,232 entradas    | 15 de abril de 2014            | 9                 |
| 🌍 Mundo      | 3,841,269 entradas | 1 de junio de 2014             | -                 |

## Recepción de la crítica
En Francia, la película recibió críticas mixtas. El periódico Le Monde evoca una "renovación lujosa que suaviza y modela el cuento para ponerlo al día con estándares tecnoecológicos". La revista Télérama describe una película con "chic pompiérisme", llena de "diálogos planos", que se mira "sin conmoverse". El diario Le Figaro escribe que "Christophe Gans filma sin moverse nunca". France Télévisions calificó la película como el "mayor éxito" de Christophe Gans. Elogiaron los colores y contrastes del paisaje, que recordaban al trabajo del pintor estadounidense Maxfield Parrish, y el estilo visual, que compararon con películas de Mario Bava y Tsui Hark. También señalaron que Gans había diferenciado con éxito la película del material fuente y las adaptaciones previas, manteniendo el "espíritu" de la historia original.
Laurent Pecha de EcranLarge señaló que aunque la película estaba "lejos de ser perfecta", era "tan ambiciosa" en comparación con la "monotonía" del cine francés que Gans la conquistó. Calificó la introducción como "espectacular" y elogió a Gans por su disposición a hacer que la audiencia crea en la "historia de amor increíble e improbable", elogiando a Seydoux y Cassel como "excelentes". Olivier Corriez de TF1 le dio a la película 4 estrellas de 5 y señaló que no era fácil ofrecer una interpretación moderna de La Bella y la Bestia, pero encontró la película de Gans "deslumbrante" pero "accesible para todos los públicos".
Las críticas internacionales para la película fueron en su mayoría negativas. Aunque se elogiaron los aspectos visuales y el diseño de producción, se criticó la narrativa. En el sitio web Rotten Tomatoes, la película tiene una calificación de aprobación del 41%, basada en 27 críticas y una calificación promedio de 5.12/10. En Metacritic, que asigna una calificación normalizada de 100, la película tiene una puntuación de 39 basada en 10 críticas, lo que indica "críticas generalmente desfavorables". On Metacritic, which assigns a normalised rating out of 100, the film has a score of 39 based on 10 reviews, indicating "generally unfavorable reviews".
Jessica Kiang de la web IndieWire pensó que la película era "inmensamente, abrumadoramente aburrida" y que Seydoux estaba desperdiciada en un papel que requería que hiciera poco más que "mover sus pechos y caerse elegantemente".

## Premios y nominaciones
| Año  | Categoría                                      | Resultado |
| ---- | ---------------------------------------------- | --------- |
| 2014 | EFA People's Choice Award - Premio del Público | Nominada  |

| Año  | Categoría        | Persona nominada     | Resultado |
| ---- | ---------------- | -------------------- | --------- |
| 2015 | Mejor fotografía | Christophe Beaucarne | Nominado  |
| 2015 | Mejor decorado   | Thierry Flamand      | Ganador   |
| 2015 | Mejor vestuario  | Pierre-Yves Gayraud  | Nominado  |